# Carne (teología)
En la Biblia, la palabra carne (hebreo basar, en griego sarx, en latín caro) tiene diversas significaciones. En ocasiones se refiere a todos los seres vivos o en contraposición de Dios (subrayando así la fragilidad y debilidad de los seres creados). En otros textos indica a todo el hombre o toma un sentido peyorativo o pecaminoso.

## En el Antiguo Testamento
Se usa principalmente para referirse a todas las criaturas animadas con énfasis en los seres humanos. Véase por ejemplo:

Porque va a mostrarse la gloria de llave, y a una la verá toda carne, porque ha hablado la boca de Yahveh
Is 40, 5

Otros textos subrayan la debilidad de la “carne” en contraposición a la fuerza y espíritu de Dios que no muere. Por ese camino, la carne toma un sentido moral y hasta peyorativo:

Maldito el hombre que en el hombre pone su confianza, y de la carne hace su apoyo, y aleja de Yahveh su corazón
Jr 17, 5

## En el Nuevo Testamento
Indica también a todo hombre, de ahí que la expresión

El Verbo se hizo carne
Jn 1, 14

pueda traducirse también: “El Verbo se hizo hombre”. Pero también a todo el hombre, por ejemplo, cuando Jesús recuerda el texto del Génesis: “serán una sola carne” (Mt 19, 5) para decir que serán como una sola persona.
También hay textos que recuerdan la debilidad o fragilidad al sentido visto en el Antiguo Testamento:

El espíritu está pronto pero la carne es débil
Mt 26, 41

En el corpus paulinum predomina la significación peyorativa moral con acento sea en el sentido de "debilidad":

Nos consideran como hombres que caminamos según la carne. Porque si bien caminamos en carne, no militamos según la carne, pues las armas de nuestra milicia no son carnales, sino poderosas por virtud de Dios
2Co 10, 2-3

sea por la relación mundo (kósmos) - carne:

Las obras de la carne son manifiestas, a saber: fornicación, impureza, lascivia, idolatría, hechicería, odios, discordias, celos, iras, rencillas, disensiones, divisiones, envidias, homicidios, embriagueces, orgías y otras como éstas
Gá 5, 19.21

Habla de “sabiduría de la carne”, “gloriarse según la carne”, etc. indican que es ajeno al contexto semántico paulino el sentido de carne como “cuerpo” dado por la filosofía griega, en especial por el dualismo platónico. Incluso cuando afirma:

¿Quién me librará de este cuerpo de muerte?
Rm 7, 24

se refiere a una liberación del cuerpo en cuanto influenciado por la carne, dominado por el pecado.

## Catecismo
Para el Catecismo de la Iglesia católica, la carne es uno de los llamados tres enemigos del alma; los otros dos son mundo y demonio.